# 니시나다촌
니시나다촌(西灘村)은 효고현 무코군에 설치되었던 촌이다. 현재의 고베시 나다구 서부에 해당한다.

## 역사
- 1889년 4월 1일 - 정촌제 시행에 의해 우바라군 니시나다촌이 성립하였다.
- 1896년 4월 1일 - 무코군이 성립하여 소속이 변경되었다.
- 1929년 4월 1일 - 니시고정, 롯코촌의 일부와 함께 고베시에 편입되어, 동일 니시나다촌은 폐지되었다.

## 교통

### 철도
- 철도성
  - 도카이도 본선
- 한신 전기 철도
  - 본선
  - 고쿠도선

### 도로
- 서국가도 (현 국도 제2호선)

## 참고문헌
- 大日本篤農家名鑑編纂所編『大日本篤農家名鑑』大日本篤農家名鑑編纂所、1910年。
- 東京興信所 編『銀行会社要録 附・役員録 第23版』東京興信所、1919年。
- 交詢社編『日本紳士録 第26版』交詢社、1921年。
- 交詢社編『日本紳士録 第28版』交詢社、1924年。
- 人事興信所編『人事興信録 第8版』人事興信所、1928年。
- 篠田皇民『伝家之宝典 自治団体之沿革 兵庫県之部』東京都民新聞社地方自治調査会、1932年。
- 商業興信所編『日本全国諸会社役員録 第44回』商業興信所、1936年。
- 『가도카와 일본 지명 대사전 28 兵庫県』。